# Stanisław Saks

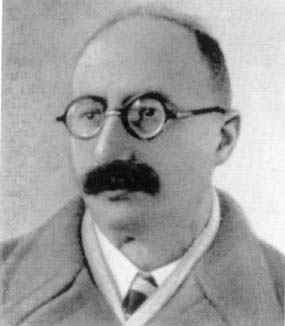

Stanisław Saks (Kalisz, 30 december 1897 — Warschau, 23 november 1942) was een Pools wiskundige en universiteitsdocent, die bekendstaat voor zijn lidmaatschap van de cirkel om het Schots café, voor een uitgebreide monografie over de theorie van de integralen, zijn werk aan de maattheorie en de stelling van Vitali-Hahn-Saks.